# 赤尾敬文
赤尾敬文（あかおたかふみ）は、一風堂のメンバー。ベース担当。
当時ベース担当であった平田謙吾にかわって、1980年に一風堂のセカンドシングル「ブレイクアウトジェネレーション」、サードシングル「ミステリアスナイト」、ファーストアルバム「NORMAL」、セカンドアルバム「REAL」にメンバーとして参加。
1980年いっぱいで一風堂を脱退。
現在、消息不明。
| スタブアイコン | サブスタブ | この項目は、まだ閲覧者の調べものの参照としては役立たない、音楽関係者（バンド等）に関連した書きかけの項目です。この項目を加筆・訂正などしてくださる協力者を求めています（P:音楽/PJ:芸能人）。 |